# راسيل كون
راسيل كون هو رباع وسياسي ناوروي، ولد في 24 مايو 1966 في ناورو. انتخب عضو برلمان ناورو عن دائرة Ubenide Constituency ‏ (5 مايو 2003 – 23 أكتوبر 2004).